# Owiny Kibul
Owiny Kibul (Acholi : "son des tambours") est une ville du Soudan du Sud, dans l'État d'Équatoria-Oriental. Elle est localisée à environ 200 km au sud de la capitale Djouba. Le village se compose de plusieurs dizaines de huttes au toit de chaume.
Owiny Ki-Bul est, avec Ri-Kwangba, un des deux points de rassemblement pour les rebelles de l'Armée de résistance du Seigneur (LRA) dans le cadre de l'accord de cessation des hostilités convenu par la LRA et le gouvernement de l'Ouganda le 26 août 2006.